# Termômetro infravermelho

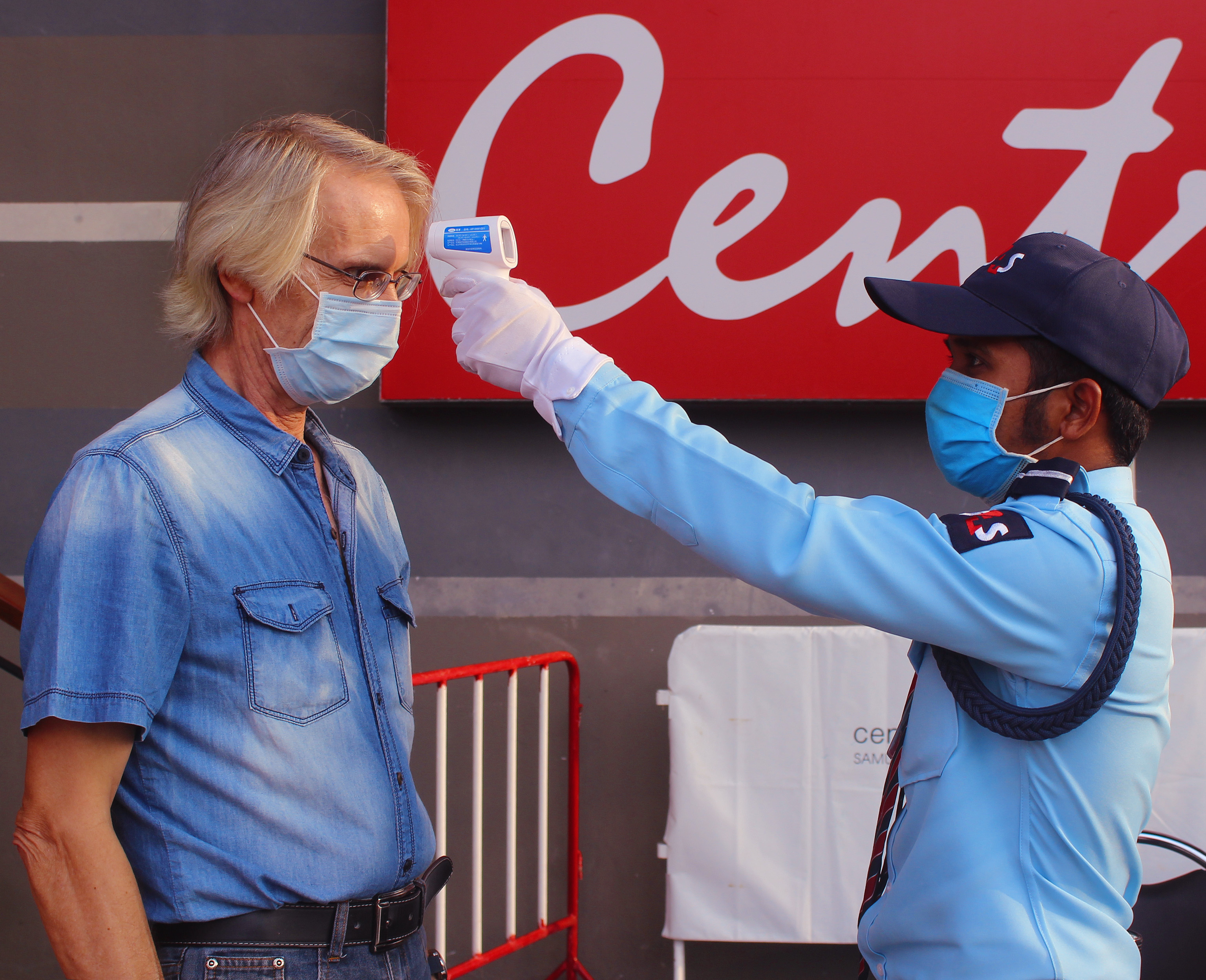
Termômetro infravermelho ou sendo usado para medir a temperatura de uma pessoa

Termômetro infravermelho é um instrumento capaz de medir a temperatura de corpos ou superfícies a partir da detecção da radiação emitida por eles. A medição da temperatura é feita de modo que o sensor não precisa tocar a superfície.  

## Descrição
O termômetro infravermelho mede a temperatura do corpo a partir da radiação que todos os corpos emitem (Lei de Stefan-Boltzman). O laser vermelho é utilizado apenas para localizar onde a medida será feita. A área de medição depende da distância entre o termômetro e o corpo. A resolução óptica depende da proporção entre a área circular de medição e seu diâmetro; quanto melhor essa resolução, melhor será para medir a temperatura de objetos menores.
Há dois tipos de circuitos utilizados para determinar a temperatura do corpo a partir da radiação emitida: detectores quânticos e térmicos. O primeiro utiliza o efeito fotoelétrico para medir a temperatura. São utilizados fotodiodos que reagem à radiação e produzem um sinal elétrico proporcional à temperatura. O detector térmico utiliza termopilhas como transdutores. Parte dos sensores captam a energia emitida pelo corpo e possuem uma temperatura proporcional à do corpo, as termopilhas transformam essa energia em sinal elétrico. Este instrumento mede a temperatura considerando a emissividade do objeto como sendo perfeita, com exceção de objetos metálicos e superfícies brancas polidas, a emissividade da maioria dos objetos é maior que 0.9 (geralmente 0.95). Portanto, ainda sim é um bom método para medir a temperatura de corpos sem precisar de contato. 
A resposta do sensor do termômetro em função da radiação é uma tensão descrita pela equação:
```
   V(T) = εKT
N
```

Onde:
```
 V(T), tensão como função da temperatura
 ε, 
Emissividade

 K, 
Constante de Boltzmann

 T, temperatura do objeto
 N, fator calculado com N= 14330/λT
 λ, 
Comprimento de onda
```

## Exemplos de uso

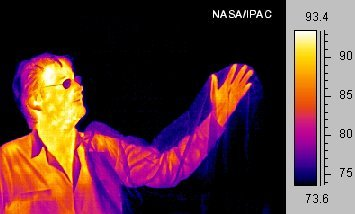
Infravermelho emitido por um corpo humano

Os termômetros infravermelhos são bastante úteis pois permitem a medida de temperatura à distância e de forma rápida, sem ser necessário a espera que os termômetros de contato precisam. Por isso são utilizados quando o objeto a ser medido está se movendo; onde o objeto está contido em um vácuo ou outra atmosfera controlada; em aplicações onde é necessária uma resposta rápida e em casos que a temperatura do objeto está acima do ponto de uso recomendado para sensores de contato, ou o contato com um sensor prejudicaria o objeto. 
Nessas situações, podemos inferir que o uso do termômetro infravermelho é bastante comum nas indústrias, em laboratórios e para fins científicos. Por exemplo:  detecção de nuvens para a operação remota do telescópio, a verificação de equipamentos mecânicos ou elétricos para temperatura e pontos quentes, detectar pontos quentes em combate a incêndios, monitoramento de materiais em processos envolvendo aquecimento ou resfriamento e medição de temperatura de locais hostis como vulcões. Mas também podem ser adquiridos para uso doméstico, como para verificar a temperatura do forno ou do óleo de fritura, dentre outros cenários possíveis. 
Outro exemplo a ser destacado é na área de saúde. Em momentos de epidemias de doenças que causam febre, como no caso do surto de gripe suína, a Doença por vírus Ébola e a Covid-19 os termômetros infravermelhos são utilizados para verificar os viajantes que chegavam infectados aos aeroportos através da sua temperatura, sem precisar que haja contato entre as pessoas. Existem muitas variedades de dispositivos de detecção de temperatura infravermelhos, tanto para uso portátil como instalações fixas.
Durante as epidemias, com o medo que afeta a população, somados à desinformação, vários procedimentos de segurança são questionados, inclusive sobre o processo de aferimento da temperatura corporal. Devemos nos atentar que a medida de temperatura do corpo humano deve ser feita nas partes centrais do corpo, como a cabeça e o tronco, pois a temperatura do corpo humano não é uniforme, sendo as extremidades mais frias. Portanto, ao medir o pulso, ao invés da têmpora, como é o indicado, mede-se uma temperatura mais baixa, não indicando febre, mesmo que a pessoa esteja febril.
Durante a pandemia de covid-19, a qual tornou comum o uso dos termômetros infravermelhos, surgiram diversas notícias sobre o uso deste aparelho. A maioria destas notícias, que circulavam com frequência nas redes sociais, afirmava que o termômetro emitia uma radiação, que quando apontada para a testa da pessoa, poderia causar danos a sua glândula pineal. Diante dessa afirmação, diversos estabelecimentos passaram a aferir a temperatura apontando o termômetro infravermelho para o pulso das pessoas, entretanto, como mostrado acima, este não é o modo correto de usar o instrumento, já que a temperatura das extremidades do corpo não indicam com tanta precisão o estado febril ou não-febril da pessoa. Além disso, este instrumento é usado para captar a radiação emitida pelo corpo e esta radiação, que está na faixa do infravermelho, é considerada não-ionizante e, portanto, não é capaz de gerar danos ao corpo humano. Logo, o uso do termômetro infravermelho é seguro!